# کوگل
کوگل (به آلمانی: Kogel) یک شهر در آلمان است که در لودویگسلوست-پارشیم واقع شده‌است. کوگل ۶۱۷ نفر جمعیت دارد.